# Камінний гість (фільм)
«Камінний гість» — російський телефільм режисера Анатолія Матешка.

## Зміст
Вона – прокурор; сувора на роботі, похмура вдома. Уже п'ять років як вона втратила коханого чоловіка. Одного разу після повернення з роботи вона дивується: у вазі з квітами, яку вона ще вранці наповнила, майже немає води. Жінка знову її наповнює, а вранці виявляє вазу розполовиненою. Далі – більше... Сліди чужої присутності в квартирі доводять її до відчаю: чи то вона божеволіє, чи то дух чоловіка вступає з нею в контакт, у чому запевняє її подруга, захоплена екстрасенсорикою. Вона вступає в цей контакт: радиться, скаржиться, отримує відповіді то стуком у стіну, то у власному комп'ютері. Здивуванню і радості немає меж, вона знову з коханим чоловіком, хоч і з його духом.

## Ролі
| Актор               | Роль                   |
| ------------------- | ---------------------- |
| Марія Шукшина       | Елеонора, прокурор     |
| Андрій Федорцов     | -                      |
| Олексій Череватенко | -                      |
| Ірма Вітовська      | Леся, подруга Елеонори |
| Андрій Самінін      | -                      |
| Андрій Ісаєнко      | Валентин, адвокат      |
| Андрій Дербін       | -                      |
| Анастасія Походенко | -                      |

## Знімальна група
- Режисер — Анатолій Матешко
- Сценарист — Микола Рибалка
- Продюсер — Роман Балаян, Олександр Москаленко